# Pietro Orseolo (nave mercantile)
La Pietro Orseolo (poi Arno) è stata una motonave da carico italiana, violatore di blocco durante la seconda guerra mondiale.

## Storia
Costruita nei CRDA di Monfalcone (con numero di costruzione 1229, di assemblaggio 351 e di completamento 310) tra il gennaio e l'ottobre 1939 per la Società Italiana di Armamento (SIDARMA), con sede a Fiume, l'unità, iscritta con matricola 91 al Compartimento marittimo di Fiume (o con matricola 208 al Compartimento marittimo di Roma), era la prima di una serie di sei moderne motonavi da carico con stazza di circa 6300-6400 tonnellate di stazza lorda (Vettor Pisani, Andrea Gritti, Marco Foscarini, Sebastiano Venier, Francesco Barbaro;  l'Orseolo stazzava di 6344 tsl). 

La Pietro Orseolo in allestimento a Monfalcone dopo il varo, il 15 luglio 1939.

 La Pietro Orseolo, una delle prime fra le nuove e grandi motonavi da carico previste dalla Legge Benni ad essere completata, aveva una stazza netta di 3715 tsn ed una portata lorda di 10.307 tonnellate di portata lorda.
Dopo il completamento la Pietro Orseolo, in virtù della sua elevata velocità di oltre 15 nodi, venne noleggiata dal Lloyd Triestino, che la utilizzò sulle linee per il Giappone e l'Estremo Oriente.
All'ingresso dell'Italia nel secondo conflitto mondiale, il 10 giugno 1940, la Pietro Orseolo si trovava a Kōbe, in Giappone, dove rimase e stazionò inattiva per un anno e mezzo. 
Al pari delle altre navi mercantili italiane che si trovavano nei porti della Cina e del Giappone (motonavi Cortellazzo, Calitea II e Fusijama, piroscafi Carignano, Venezia Giulia ed Ada Treves, transatlantico Conte Verde), l'unità venne visitata, nell'autunno 1941, dall'ammiraglio Carlo Balsamo, addetto navale a Tokyo, che doveva individuare le navi adatte al trasporto della gomma naturale (nonché altri materiali utili allo sforzo bellico) dall'Estremo Oriente alla Francia occupata, violando il blocco alleato ed attraversando due oceani. Solo tre unità vennero giudicate adatte: tra queste vi era la Pietro Orseolo (le altre erano le moderne motonavi Cortellazzo e Fusijama).
Essendo la Cortellazzo già partita con un carico di materiali vari (giungendo poi indenne a Bordeaux), si decise di approntare la Pietro Orseolo e la Fusijama per la partenza alla volta della Francia. Mentre venivano svolti i preparativi per la partenza delle due motonavi, dai porti orientali salparono alla volta della Francia nove mercantili tedeschi: cinque arrivarono a destinazione, due vennero catturati, uno affondato ed un altro costretto a rientrare in porto. Supermarina dispose pertanto le partenze in modo che l'arrivo dei violatori di blocco nell'Atlantico settentrionale, ed in particolare nel golfo di Biscaglia, avvenisse in inverno, con le condizioni meteomarine peggiori (le tempeste più forti e le notti più lunghe), che avevano dimostrato di favorire l'elusione della sorveglianza alleata.

Dopo i necessari lavori per rimetterla in condizione di affrontare una lunga traversata senza scalo (tali lavori inclusero anche le operazioni di camuffamento e la collocazione, nelle stive, di cariche di termite per l'autoaffondamento), l'Orseolo imbarcò un carico di 6646 tonnellate di gomma grezza ed altri materiali d'interesse bellico, tra cui la vernice speciale per aerei detta agar agar. 

La Pietro Orseolo vista di profilo.

 Camuffata in modo da assomigliare ad un piroscafo norvegese iscritto presso il Compartimento marittimo di Oslo, la nave lasciò Kōbe la sera del 24 dicembre 1941, al comando del capitano Zustovich e con un equipaggio di 48 uomini, tra cui otto ufficiali. La rotta più sicura, essendo entrati in guerra gli Stati Uniti, sarebbe consistita nella traversata dell'Oceano Indiano entrando in Atlantico dopo aver doppiato il Capo di Buona Speranza, ma, non essendovi stati ordini di Supermarina a tale proposito, la motonave attraversò l'Oceano Pacifico diretta verso Capo Horn, rotta già seguita dalla Cortellazzo. La rotta tracciata, e già percorsa dalla Cortellazzo, prevedeva il passaggio in 17 punti, che avrebbero portato nomi inizianti per «O»: rispettivamente, da 1 a 17, Omero, Ovidio (passaggio previsto per il 13 gennaio 1942), Osvaldo, Otto, Ottorino (transito previsto per il 24 gennaio), Ottavio, Onorato, Onofrio, Orazio, Onorio (4 febbraio), Oreste, Orlando (9 febbraio), Orsola (15 febbraio), Oscar, Otello, Oliviero ed Olindo (17 febbraio). Il 21 febbraio 1942 la motonave sarebbe dovuta arrivare ad Irun, al confine franco-spagnolo.

Due giorni dopo la partenza, tuttavia, due biplani giapponesi, provenienti dalla direzione del sole (ed occultati dalle nuvole durante il loro avvicinamento), bombardarono e mitragliarono ripetutamente la nave italiana, scambiata per un'unità nemica nonostante la scopertura dei boccaporti con i colori italiani e la bandiera italiana issata al picco, effettuando passaggi radenti e danneggiando lievemente, con il tiro delle mitragliere, l'albero maestro ed il fumaiolo. Mentre la nave procedeva a zig zag per evitare di essere colpita, il primo ufficiale cercò di sparare agli aerei con la propria pistola, venendo fermato dal comandante Zustovich. Ad un certo punto, tuttavia, i due velivoli interruppero l'attacco e si allontanarono dopo aver sorvolato la nave per poco tempo, senza attaccare, poi ritornarono a volo radente, salutano a voce e con la mano e scusandosi per l'errore commesso, prima di allontanarsi definitivamente. Il giorno di Capodanno, in un periodo dell'anno caratterizzato, alle latitudini che l'Orseolo si trovava ad attraversare, da temperature ed umidità molto elevate, venne preparato un banchetto (nei limiti di quanto era reperibile a bordo). Alle undici precise del mattino, mentre il primo turno stava per sedersi a tavola per festeggiare, venne avvistato del fumo in lontananza: gli uomini tornarono ai loro posti, il comandante Zustovich fece accostare in fuori e poco dopo la nave sconosciuta, proseguendo per la propria rotta, sparì alla vista. Mentre il primo turno si apprestava di nuovo a sedersi a tavola, fu dato l'allarme aereo: un velivolo giapponese era comparso nel cielo ed era in avvicinamento. Dopo aver sorvolato la nave a bassa quota (sin quasi all'altezza degli alberi), controllando i segnali di riconoscimento, il velivolo nipponico si allontanò e scomparve. Altre fonti collocano però in date diverse l'avvistamento della nave sconosciuta ed il sorvolo da parte dell'aereo giapponese (precisato essere un quadrimotore), riportati come avvenuti rispettivamente il 31 dicembre 1941 ed il 2 gennaio 1942.

La motonave vista di poppa.

Dopo i festeggiamenti per l'anno nuovo, le prime due settimane del gennaio 1942 trascorsero tranquille, senza problemi all'infuori di qualche fumo avvistato in lontananza e di qualche aereo ad alta quota e grandissima distanza (ma il 6 gennaio, incrociando il meridiano 160° O, ci si rese conto di essere in ritardo di ventiquatt'ore rispetto al previsto, a causa delle correnti contrarie; si decise inoltre di modificare la rotta per transitare a maggiore distanza da Tahiti, sede, in base alle informazioni intercettate alla radio, di una base navale franco-gollista). Il 15 gennaio, tuttavia, vennero avvistate al traverso di dritta tre navi, verosimilmente da guerra, che navigavano in formazione ad elevata velocità. La Pietro Orseolo virò rapidamente mettendo tutto a sinistra (per altra fonte accostando velocemente sulla dritta) e sbandando momentaneamente nella virata, poi si allontanò senza che le navi sconosciute si accorgessero della sua presenza e modificassero la rotta. Il 18 gennaio venne intercettata alla radio la notizia della conquista giapponese delle Indie olandesi. Pochi giorni dopo la nave, procedendo decisamente verso Capo Horn ed avvicinandosi alle coste orientali del Sud America, entrò in una zona di clima che da caldo tropicale passò progressivamente al freddo intenso. Il 25 gennaio 1942 la Pietro Orseolo doppiò Capo Horn (tenendosi però a notevole distanza) e quindi entrò nell'Oceano Atlantico, in condizioni rese difficili dalla nebbia e dai numerosi iceberg alla deriva. Tenendosi a metà strada tra le Falkland, lasciate sulla sinistra, e la Georgia Australe, zone controllate dagli inglesi, la nave fece rotta verso nord, risalendo la zona di oceano Atlantico compresa tra il Brasile e la Sierra Leone. Causa il maltempo, le correnti contrarie e le deviazioni dalla rotta, la Pietro Orseolo si trovò ad essere in ritardo di due giorni rispetto al previsto: ciò la esponeva al pericolo di attacco da parte degli U-Boote o di altre unità amiche (sorte toccata, in quei giorni, alla motonave tedesca Spreewald, in navigazione dal Giappone a Bordeaux camuffata da nave inglese), essendo camuffata da unità norvegese ed essendo in ritardo di due giorni rispetto all'orario del suo passaggio segnalato alle unità aeronavali italo-tedesche. Per non rompere nuovamente il silenzio radio, che avrebbe comportato un grande rischio per la nave, non fu possibile segnalare il ritardo, ma pochi giorni dopo, il 4 febbraio, Supermarina comunicò alla motonave «Urgentissimo - Via Coltanoradio. Passate circa duecento miglia at levante scoglio San Paolo at metà strada fra Onorio et Orlando Cercate di mantenere date previste per transito Orsola et Olindo». Per mantenere l'orario di attraversamento nei punti menzionati l'Orseolo accelerò al massimo e risparmiò quasi un giorno di navigazione (per altre fonti dieci ore) tagliando rispetto alla rotta prestabilita e modificandola dopo essere arrivata nel punto 40° N e 39° O. Raggiunto il punto Olindo con un ritardo minimo, la motonave giunse ad Irun, al confine tra Francia e Spagna, la sera del 22 (o 21) febbraio 1942, dopo una traversata durata 72 giorni (per altre fonti 58). La Pietro Orseolo fu poi scortata a Bordeaux da tre vedette tedesche, giungendo a Bordeaux il 23 aprile (dopo un viaggio di 19.372 miglia), ed il suo equipaggio ricevette i complimenti di Supermarina, di Raeder e di Hitler (4000 delle 6000 tonnellate del carico erano infatti destinate alla Germania), oltre a numerose decorazioni al valore: il comandante Zustovich ed il direttore di macchina ricevettero la Medaglia d'argento al valor militare, mentre i restanti ufficiali e l'equipaggio furono decorati rispettivamente con la Medaglia di bronzo e la Croce di guerra al valor militare.

Un'altra immagine della Pietro Orseolo in navigazione.

Essendo uno dei mercantili più grandi e moderni, la Pietro Orseolo, dopo l'arrivo a Bordeaux, venne ritenuta adatta ad essere nuovamente utilizzata come violatore di blocco per raggiungere l'Estremo Oriente, ove imbarcare materiali bellici di primaria importanza (specie la gomma naturale) non reperibili in Europa, per poi fare ritorno in Francia con tali carichi. Allo scopo, il 7 luglio 1942, era giunto a Bordeaux proveniente da La Spezia un gruppo di tecnici, operai e specialisti della Regia Marina, con l'incarico di armare ed adattare per tale compito, secondo gli ordini dei comandi tedeschi di Bordeaux, l'Orseolo (che frattanto, il 18 maggio 1942, era stata requisita dalla Regia Marina) e le altre tre moderne motonavi (Cortellazzo, Himalaya e Fusijama) scelte per questo ruolo. L'Orseolo venne pertanto sottoposta a lavori di adattamento per nuove missioni come violatore di blocco, imbarcando un cannone da 105 mm antinave e contraereo e quattro mitragliere (due contraeree da 20 mm, di produzione tedesca, e due da 9 mm, di fabbricazione francese). Vennero inoltre installati due nebbiogeni: causa la scarsità di tempo e di mezzi, l'Orseolo fu l'unica nave sulla quale i lavori di adattamento poterono essere portati a termine. I lavori compresero anche la manutenzione dell'apparato motore.
Non appena i lavori furono completati, il 1º ottobre 1942, la motonave, al comando del capitano Tarchioni e con 67 uomini di equipaggio (42 marittimi italiani, 21 uomini della Regia Marina e quattro della Kriegsmarine), lasciò Bordeaux (con a bordo 3000 tonnellate di materiali) alla volta del Giappone, seguendo stavolta la rotta dell'Oceano Indiano. Lasciata la scorta, la motonave (che già alle quattro del pomeriggio del 2 ottobre venne avvistata da ricognitori britannici in posizione 44°08' N e 6°39' O, con rotta 250° e velocità dieci nodi, venendo brevemente cercata nei giorni successivi dal sommergibile britannico P 552 e dall'incrociatore HMS Charybdis) transitò a nord delle Azzorre, poi, il 5 ottobre, virò verso sud, passando l'Equatore il 15 ottobre. Durante la navigazione all'altezza di Gibilterra l'Orseolo incontrò un convoglio alleato composto da una novantina di navi, che evitò virando a dritta di 120° e riassumendo la rotta iniziale dopo qualche ora. Dopo essere passata al largo di Sant'Elena e dell'isola dell'Ascensione, l'unità mutò nuovamente rotta, in modo da passare circa 550 miglia a sud del Capo di Buona Speranza. Evitati vari avvistamenti sospetti, il 25 ottobre la Pietro Orseolo doppiò il Capo di Buona Speranza ed entrò nell'Oceano Indiano, con il favore dei venti da ovest (Quaranta ruggenti), assumendo quindi rotta est/nordest verso lo stretto della Sonda. Durante la navigazione in tali acque, dove più alto era il rischio d'imbattersi in navi nemiche, vennero più volte rilevate al radiogoniometro delle unità sospette, modificando subito la rotta, ed evitando quindi le normali rotte commerciali. Il 10 novembre la Pietro Orseolo arrivò nelle acque antistanti lo stretto della Sonda, tra Giava e Sumatra, zona pattugliata da numerosi sommergibili britannici e statunitensi (l'individuazione dei cui periscopi era complicata dalla presenza di numerosi squali, le cui pinne affioranti potevano essere scambiate per periscopi). Poco dopo l'arrivo in zona la motonave venne raggiunta da una corvetta giapponese, che la guidò lungo la rotta di sicurezza, ov'erano necessarie continue accostate e mutamenti di rotta per evitare i campi minati. Durante l'attraversamento dello stretto, lo stesso 10 novembre, la nave passò nei pressi dell'isola di Krakatoa. Entrata nei mari della Sonda, l'Orseolo virò verso dritta ed il 12 novembre raggiunse Giacarta, ove si ormeggiò con l'assistenza di un pilota, dopo 43 giorni di navigazione. Dopo alcuni giorni di sosta, durante la quale il comandante ricevette ulteriori disposizioni, da parte delle autorità nipponiche, per la prosecuzione del viaggio, la motonave ripartì e raggiunse, il 15 novembre, Singapore, ove vennero imbarcate merci (rottami di ferro, nafta e balle di lana) da portare in Giappone. Lasciata, il 22 novembre, anche Singapore, la Pietro Orseolo, il 26 novembre, s'imbatté nottetempo in un sommergibile, verosimilmente nemico, che procedeva in superficie, ma a causa della rapidità dell'incontro le due unità defilarono contro bordo a poche centinaia di metri di distanza, senza avere il tempo per aprire il fuoco. Passando a settentrione di Formosa la motonave uscì dal Mar Cinese Meridionale, e quindi raggiunse, il 2 dicembre 1942 (dopo 62 giorni di navigazione, per complessive oltre 17.000 miglia percorse), il porto di Kōbe, dove imbarcò 6800 tonnellate di materiali (gomma ed altre materie prime) precedentemente preparate. Durante la sosta l'unità subì anche lavori di modifica che le consentirono di imbarcare una novantina di passeggeri, perlopiù militari tedeschi diretti in patria.
Ripartita da Kobe nella serata del 25 gennaio 1943, la motonave diresse per l'Oceano Indiano, per il ritorno a Bordeaux lungo la medesima rotta dell'andata. Il 28 gennaio la Pietro Orseolo avvistò un piroscafo ma cambiò immediatamente rotta, impedendo l'incontro. Il giorno seguente venne individuato in sommergibile in emersione, più o meno in posizione analoga a quella dell'incontro del 26 dicembre: la nave italiana evitò un possibile attacco manovrando per allontanarsi alla massima velocità. Il 3 febbraio l'unità toccò nuovamente Singapore, ove completò il carico con balle di gomma, ripartendo il 9 febbraio diretta a Giacarta. Dopo essersi rifornita di acqua e nafta, il 16 febbraio la nave attraversò lo stretto della Sonda, entrando nell'Oceano Indiano. Tra il 24 ed il 25 febbraio l'Orseolo modificò pesantemente la rotta per evitare di incrociare un convoglio alleato in navigazione verso l'Australia. In seguito la nave proseguì senza ulteriori problemi, transitando al largo delle isole Nuova Amsterdam e Principe Edoardo, e passando molto a sud del Capo di Buona Speranza (latitudine 46° S) il 5 marzo, entrando così nell'Oceano Atlantico. L'unità iniziò quindi la risalita dell'Atlantico verso nord, senza incontrare problemi ad eccezione della rilevazione al radiogoniometro, il 25 marzo, a sudovest delle Azzorre, di una nave sconosciuta, che venne evitata con un cambiamento di rotta. L'indomani l'Orseolo incontrò, come previsto, il sommergibile tedesco U 161. Nel frattempo, tuttavia, le forze aeronavali angloamericane, venute a conoscenza della partenza di numerosi violatori di blocco dal Giappone, dislocarono numerose unità nelle zone di passaggio di tali navi (specie nel Nordatlantico e nel golfo di Biscaglia), per impedirne il transito: in seguito a numerosi attacchi aeronavali andarono quindi perduti i violatori di blocco tedeschi Hohenfriedberg, Doggerbank (affondato accidentalmente da un U-Boot), Rossbach, Weserland, Regensburg, Rio Grande, Burgenland, Karin ed Irene. Dietro ordine dell'ammiraglio Karl Dönitz, nel frattempo, erano stati trasferiti nell'estuario della Gironda i grossi cacciatorpediniere tedeschi Z 23, Z 24, Z 25, Z 32 e Z 37, al comando del capitano di vascello Edmerger: sul finire del marzo 1943 tali unità avrebbero dovuto scortare la Pietro Orseolo, unica unità superstite dal Giappone, a Bordeaux. Il 30 marzo 1943 la motonave italiana, in posizione 41° N e 15° O (al largo delle coste del Portogallo, non lontano da Cabo Fisterra), avvistò, in un punto in cui nessuna unità tedesca si era sino ad allora avventurata, quattro navi da guerra, che il comandante Tarchioni temette quindi poter essere britanniche. La Pietro Orseolo, pertanto, accostò tentando di allontanarsi alla massima velocità, ma le navi sconosciute la raggiunsero e fecero ripetute segnalazioni: come poté essere visto anche dalle bandiere, si trattava di quattro dei grossi cacciatorpediniere tedeschi inviati nella Gironda per venire incontro all'Orseolo, ovvero lo Z 23, lo Z 24, lo Z 32 e lo Z 37. Mentre la foschia andava peggiorando la visibilità, la nave italiana, circondata dalle navi tedesche di scorta, diresse verso Bordeaux, oltrepassando uno schermo protettivo formato da sommergibili italiani ed U-Boote tedeschi. Poco più tardi, tuttavia, le navi vennero individuate dalla ricognizione ed un gruppo di aerosiluranti Bristol Beaufort e Bristol Beaufighter del Coastal Command della Royal Air Force, nascosto in precedenza dalle nuvole, attaccò il convoglio in più ondate consecutive, con obiettivo l'Orseolo: questa, tuttavia, aprì il fuoco con il cannone e le mitragliere, ed altrettanto fecero i cacciatorpediniere, disorientando gli aerei attaccanti (ed abbattendone cinque), che tuttavia sganciarono numerosi siluri, obbligando le navi a zigzagare per evitarli. 
Terminato l'attacco, la formazione riprese la navigazione, nelle prime ore del 1º aprile (in condizioni di oscurità, in una notte senza luna), in posizione 44°37' N e 2°18' O, poco dopo l'ingresso delle unità nel golfo di Biscaglia, a 60-70 miglia da Bordeaux, il sommergibile statunitense Shad, con un'azione eseguita in superficie alla velocità di 19,5 nodi, attaccò il convoglio con il lancio di otto siluri ad una distanza compresa tra i 1550 ed i 2750 metri: la motonave contromanovrò, evitando due delle armi, ma un terzo siluro, avente angolazione differente, andò a segno, colpendo la Pietro Orseolo in corrispondenza della stiva n. 2 (da parte nemica si ritenne, erroneamente, che la nave fosse stata colpita da due siluri, e che altri due o tre avessero colpito i cacciatorpediniere). Sin dal 31 marzo lo Shad era alla ricerca della formazione italo-tedesca, della cui presenza aveva avuto informazione (insieme all'ordine di intercettazione) dalla ricognizione aerea. La rilevazione al radar del convoglio da parte dell'unità nemica era avvenuta alle 00.30 del 1º aprile, alla distanza di 10.000 metri. Dalle 00.30 all'1.50 il sommergibile aveva manovrato per avvicinarsi, modificando più volte la rotta e procedendo ad una velocità di 18-19,5 nodi (la velocità del convoglio era invece di 15 nodi), manovra che si prolungò a causa di un cambiamento di rotta e della relativamente elevata velocità delle navi italo-tedesche. Alle 3.42, non potendo più posticipare l'attacco a causa dell'elevato rischio di avvistamento e della rotta di collisione assunta da uno dei cacciatorpediniere, lo Shad lanciò sei siluri con i tubi prodieri. Tra le 3.43 e le 3.45 il sommergibile statunitense avvertì cinque esplosioni di siluri, ritenendo di aver affondato almeno due navi, ed alle 3.46 lanciò altri due siluri contro la Pietro Orseolo e si allontanò per eludere il contrattacco. Secondo il rapporto dell'unità subacquea americana vennero avvertite altre quattro esplosioni, rispettivamente alle 3.50, 3.51, 3.54 e 3.57. In realtà l'unica arma andata a segno era il siluro che aveva colpito la Pietro Orseolo nella stiva n. 2: la motonave italiana, moderna e ben costruita, rimase a galla grazie alla tenuta delle doppie paratie stagne trasversali e poté proseguire nella navigazione, a velocità di poco ridotta (per altre fonti, invece, a bassa velocità e successivamente a rimorchio), ma dallo squarcio nello scafo finirono in mare 11.000 balle di gomma naturale, materiale di particolare importanza, per le nazioni dell'Asse, in quel momento del conflitto. I cacciatorpediniere tedeschi, nonostante il rischio di un nuovo attacco, si fermarono e raccolsero numerose balle finché il caposquadriglia decise di riprendere la navigazione alla massima velocità consentita dal danneggiamento dell'Orseolo. Le navi raggiunsero Le Verdon alle 11.45. Per il recupero di almeno parte delle rimanenti balle le autorità tedesche, il 6 marzo, pubblicarono sui giornali della costa occidentale francese un annuncio in cui si promettevano forti ricompense a chi avesse consegnato alle forze germaniche delle balle trovate alla deriva o portate a riva dalla corrente. Il 3 aprile 1943 la Pietro Orseolo si pose all'ormeggio a Bordeaux, concludendo con successo il terzo ed ultimo forzamento del blocco. 
Benito Mussolini, ricevuta una particolareggiata relazione circa il viaggio della Pietro Orseolo, elogiò la condotta di comandante, stato maggiore ed equipaggio, cui furono conferite altre decorazioni al valor militare; il comandante Tarchioni venne decorato da Adolf Hitler con la Croce di Ferro di prima classe, unico caso di conferimento di tale decorazione ad un comandante della Marina Mercantile. 
Nel corso delle tre traversate oceaniche di violazione del blocco la Pietro Orseolo aveva trascorso 164 giorni in mare, percorrendo quasi 54.000 miglia marine (nella seconda e terza traversata la nave percorse 34.400 miglia alla velocità media di 14 nodi, passando 103 giorni in navigazione).
Nel settembre 1943, in seguito alla proclamazione dell'armistizio, la Pietro Orseolo venne catturata dalle truppe tedesche, venendo affidata, il 15 ottobre 1943, alla ditta tedesca A.G. für Seeschiffahrt di Amburgo, con il nuovo nome di Arno. Anche dopo la cattura si pensò di utilizzare la motonave come violatrice di blocco: il 10 dicembre 1943 l'unità ricevette i segnali di riconoscimento per aerei, ed una settimana dopo si rifornì per un nuovo viaggio. Il 18 dicembre 1943, tuttavia, l'Arno venne colpita da un siluro e danneggiata durante un attacco aereo effettuato da dodici aerosiluranti Bristol Beaufighter del Coastal Command nonché caccia Spitfire (131st e 165th Squadron) e Thypoon (24 aerei degli Squadrons 183rd, 193rd e 266th) nella baia di Concarneau, e nel pomeriggio (secondo altre fonti tre giorni più tardi, il 20 o 21 dicembre) affondò al largo delle isole Glénan (non lontano da Brest) mentre si cercava di rimorchiarla verso tale arcipelago per portarla all'incaglio. Nel 1944 palombari tedeschi si immersero sul relitto per recuperare almeno parte del carico.
Il relitto della Pietro Orseolo giace a tra i 25 ed i 30 metri di profondità, in posizione 47°41'77” N e 3°56'77” O, a mezzo miglio dall'isola di Penfret.